# Caio Sêncio Saturnino (cônsul em 4)
Caio Sêncio Saturnino (em latim: Gaius Sentius Saturninus), dito o Jovem ou Menor,  foi um senador romano eleito cônsul em 4. Era filho de Caio Sêncio Saturnino, cônsul em 19 a.C..

## Carreira
Por mediação de seu pai, Saturnino foi legado imperial na Síria entre 10 e 7 a.C.. Em 4, Saturnino Menor foi cônsul com Sexto Élio Cato e, durante seu mandato, foi aprovada a Lex Aelia Sentia, sobre a manumissão de escravos. Seu mandato terminou em 30 de junho e seu posto foi assumido por seu irmão, o cônsul sufecto Cneu Sêncio Saturnino.
Depois do consulado, Augusto nomeou-o governador na Germânia, onde serviu no exército de Tibério, destacando-se a ponto de conseguir a ornamenta triumphalia. O historiador Eutrópio afirma que ele teria participado da conquista da Britânia muito mais tarde, já na época de Cláudio.